# EF-354
A Ferrovia Transcontinental - EF-354 (também referida como Ferrovia Transoceânica), é o projeto de uma ferrovia firmado entre os governos do Brasil e Peru, que busca conectar o Oceano Atlântico, no litoral brasileiro ao Oceano Pacífico no litoral peruano, atravessando de Leste a Oeste o continente Sul-americano. A extensão total é estimada em 4.400 km em solo brasileiro.

## História
No Brasil, a ideia do corredor bioceânico remonta ao projeto de ferrovia denominada Ferrovia Transulamericana, idealizada na década de 1950, com o objetivo de ligar o Oceano Atlântico ao Pacífico, entre o Peru e o litoral da Bahia. A concepção incluía a implantação de um porto em Campinho, na baía de Camamu, pelas características oceanográficas favoráveis. O trajeto ligando o litoral baiano e a região oeste foi defendido por Vasco Azevedo Neto durante sua vida como deputado federal, engenheiro civil e professor universitário. Também como antecedentes e alternativas, há ainda estudos de 1938 sobre a Estrada de Ferro Brasil-Bolívia, a conexão entre os dois litorais pelo Corredor bioceânico e a ferrovia Paranaguá–Antofagasta", do Eixo Capricórnio da IIRSA.
O projeto não avançou durante décadas até ser incluído no Plano Nacional de Viação por meio da Lei 11 772, de 17 de setembro de 2008, durante o segundo mandato do presidente Luiz Inácio Lula da Silva, como Ferrovia Transoceânica. Entretanto, foi dividido nas seguintes partes: Ferrovia de Integração Oeste-Leste (FIOL, EF-334, de Ilhéus (BA) a Figueirópolis (TO), Ferrovia de Integração do Centro-Oeste (FICO, EF-354, de Uruaçu (GO) a Vilhena (RO) e um trecho entre Campinorte (GO) até o Porto do Açu (RJ).
Designada como EF-354, uma ferrovia diagonal em bitola larga (de 1,6 metro), foi dividida em três grandes trechos no território brasileiro:
- O primeiro entre o Porto do Açu, no litoral do Rio de Janeiro e a Ferrovia Norte-Sul (identificada como EF-246);
- O segundo trecho entre a Ferrovia Norte-Sul, em Mara Rosa (GO) e Porto Velho (RO), as margens do Rio Madeira;
- O terceiro entre Porto Velho (RO) e Cruzeiro do Sul (AC) (Fronteira Brasil-Peru).

A Lei 11.772 também outorgou à VALEC a construção, uso e gozo do trecho da ferrovia entre Campinorte (GO) e Porto Velho (RO), chamada Ferrovia de Integração do Centro-Oeste (FICO), que foi tratado como trecho prioritário devido a outros interesses nacionais envolvidos. Entre Campinorte (GO) e Vilhena (RO) são 1 641 quilômetros, além da extensão de aproximadamente 770 quilômetros até Porto Velho.
Até 2009 somente o trecho entre Campinorte (GO) e Vilhena (RO) teve seu pré-projeto concluído e foram estimados que a extensão desse trecho será de 1 641 quilômetros a um custo de 5,25 bilhões de reais em bitola larga, permitindo uma velocidade de até 120 quilômetros por hora. O início da construção da ferrovia, estava previsto para o mês de abril de 2011, segundo o presidente da VALEC (que está a cargo da construção) Mas atualmente as obras não começaram.
Em 2014, uma parceria foi acertada pela ex-Presidente Dilma Rousseff e os governos peruano e chinês, para o financiamento e o compartilhamento dos estudos da construção da ferrovia. Em junho de 2015, o governo chinês aprovou o financiamento da obra pelo AIIB (banco de infraestrutura chinês), porém aceitou financiar somente o trecho entre a Ferrovia Norte-Sul e o litoral do Oceano Pacífico, deixando de fora o trecho entre a FNS e o litoral fluminense (até o Porto do Açu). A construção seria iniciada ainda em 2015, porém o prazo previsto não foi cumprido.
Após as reuniões de governantes do G20, na China em setembro de 2016, o Governo Chinês entrou em acordo com o Governo Brasileiro, prometendo investimentos múltiplos no país sul-americano, ente os quais, a efetiva construção da Ferrovia Transoceânica, a qual neste momento já possuía o projeto de análise de viabilidade econômica concluído, que abrirá a rota de exportação pelo Pacífico, barateando custos de transporte de minérios e grãos para o país asiático.
Em julho de 2025, durante a reunião de líderes do BRICS que ocorreu no Rio de Janeiro, Brasil e a China assinaram um memorando para iniciar estudos conjuntos sobre o corredor ferroviário que ligará os oceanos Atlântico e Pacífico. O projeto pretende integrar a Ferrovia de Integração Oeste-Leste (FIOL) e a Ferrovia de Integração Centro-Oeste (FICO), em construção pelo governo brasileiro, ao porto de Chancay no Peru, inaugurado em 2024 com financiamento chinês. A Infra S.A., empresa pública ligada ao Ministério dos Transportes, vai trabalhar com  o Instituto de Pesquisa e Planejamento Econômico China Railway para o desenvolvimento de estudos de viabilidade da ferrovia. O acordo tem duração inicial de cinco anos, com possibilidade de prorrogação. Em Lucas do Rio Verde (MT), ponto final da FICO, começará a nova ferrovia Transoceânica que cruzará todo o estado de Rondônia e o sul do Acre, até a fronteira com o Peru. Este trecho representa cerca de 35% do total do empreendimento em solo brasileiro e ainda não tem projeto pronto. O governo do Peru também não tem projeto para o trecho peruano, que terá de atravessar a Cordilheira dos Andes para chegar ao porto de Chancay, a 80 quilômetros da capital Lima.